# حکام قدیم، حکام جدید
حکّام قدیم، حکّام جدید نمایشنامه‌ای است از مؤیدالممالک فکری ارشاد.

## متن
این نمایشنامه همراه با دو اثر دیگر از مؤیدالممالک در سال ۱۳۷۹ به کوشش حمید امجد پیرایش و منتشر شد.